# Coleophora alnivorella
Coleophora alnivorella é uma espécie de mariposa do gênero Coleophora pertencente à família Coleophoridae.